# Centro médico Anadolu
El Centro médico Anadolu (en turco: Anadolu Sağlık Merkezi) es un hospital en Gebze, Kocaeli, Turquía. Se encuentra en Çayırova en la autopista D.100  por la salida Bayramoğlu, cerca del Aeropuerto Internacional Sabiha Gökçen. Establecido por la Fundación Anadolu, el hospital fue construido sobre 186.000 m² (2.000.000 pies cuadrados) de tierra y se abrió el 12 de febrero de 2005. Consta de 209 camas, 59 camas de cuidados intensivos y 8 quirófanos. El estacionamiento es capaz de recibir 350 vehículos.
IMRT y el CyberKnife son dos de las últimas tecnologías utilizadas en el tratamiento del cáncer desarrolladas en el Centro Médico Anadolu. El hospital también ofrece atención multidisciplinaria, chequeos gratis, educación del paciente, cursos de primeros auxilios, y cursos relacionados con la medicina preventiva.